# Lucy Wright Mitchell

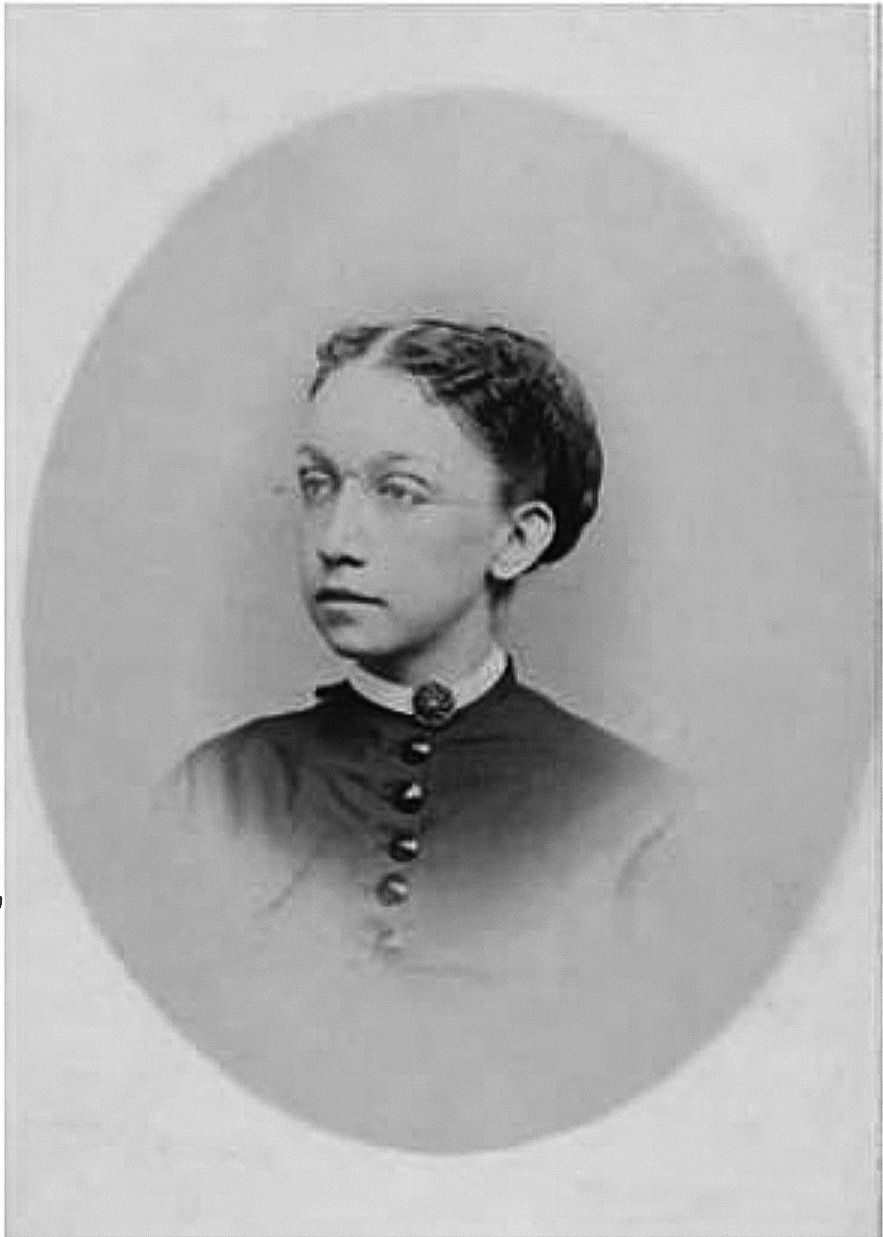
Lucy Myers Wright in einer 1867 in Syrien aufgenommenen Fotografie

Lucy Myers Wright Mitchell (* als Lucy Myers Wright am 20. März 1845 in Urmia, Persien; † 10. März 1888 in Lausanne, Schweiz) war eine US-amerikanische Klassische Archäologin und christliche Missionarin. Sie ging als erste US-Amerikanerin in die Geschichte der Altertumswissenschaften ein, die ein Buch zur Archäologie verfasst hatte, und als eine der ersten Frauen überhaupt, die sich mit Klassischer Archäologie beschäftigten. Sie gehört zu der Generation Wissenschaftler und Wissenschaftlerinnen, die aus der Amateurarchäologie eine Wissenschaft machten.

## Leben und Leistungen
Lucy Myers Wright wurde als Kind von Austin Hazen Wright (1811–1865) und Catherine Myers Wright (1821–1888) im Nordwesten des Irans geboren. Der Altphilologe John Henry Wright (1852–1908), später Professor am Dartmouth College sowie an der Harvard University, war ihr jüngerer Bruder. Ihr Vater, der ein Dartmouth-Alumnus war, wirkte zu dieser Zeit als Missionar und Mediziner bei den Christen der Assyrischen Kirche des Ostens. Schon der Vater zeigte ein Interesse an der Archäologie und sorgte dafür, dass seine Alma Mater einige Reliefs aus dem Palast des Aššur-bāni-apli in Ninive erwarb. Lucy Wright wuchs die ersten Jahre ihres Lebens im Iran auf und lernte somit sowohl die dortige Kultur, als auch die Syrische Sprache kennen. Die Syrische Sprache beherrschte sie soweit gut, dass sie später ein Wörterbuch zur Sprache vorbereitete, das sich heute im Besitz der University of Cambridge befindliche Manuskript aber nicht mehr zum Abschluss brachte. Das Leben in einer derart traditionsbewussten Kultur schärfte schon früh den Blick für derartige Kulturen, was Wright später beim Studium anderer früherer Hochkulturen zugutekommen sollte. 
1854 wurde Wright zurück in die USA zu Familienangehörigen in Andover, Massachusetts, geschickt, wo sie eine für Mädchen aus ihrer Gesellschaftsschicht und die Zeit vor dem Bürgerkrieg übliche Ausbildung in einer Mischung aus formaler und informaler Bildung erhielt. Weil es sowohl ihrem eigenen, aber auch dem Wunsch der Familie – die Eltern waren inzwischen aus Persien zurückgekehrt – entsprach, begann sie dann das Mount Holyoke Female Seminary zu beziehen, eine der Einrichtungen zu dieser Zeit, die eine höhere Schulbildung für Mädchen anbot. Sie konnte die Ausbildung an der Schule jedoch nicht abschließen, da ihr Vater beschloss, erneut nach Persien zu gehen, und Lucy Wright sollte ihn begleiten. Dieses Mal dauerte der Aufenthalt jedoch nicht lange, weil der Vater 1865 verstarb. Sie entschied sich dafür, nicht weiter als Missionarin tätig zu werden und ging in die Staaten zurück. 1867 heiratete sie den aus Morristown, New Jersey, stammenden Samuel S. Mitchell. Dieser hatte Interesse an den orientalischen Sprachen und wollte sich eine Karriere als Landschaftsmaler aufbauen. Allerdings war sein Charakter unstet und er zudem wohl eine rüde Persönlichkeit. Das Paar entschloss sich dazu, sich in Europa, speziell im Mittelmeerraum niederzulassen. Zum einen bewunderten beide die Kultur, die Kunst und auch die Wissenschaften der Region, zum anderen war es verglichen mit den USA ein vergleichsweise preiswertes Leben. Wo immer sie lebten, versuchten sie sich weiter zu bilden, und Lucy versorgte Familie und Freunde in den USA mit Informationen, Publikationen und Reproduktionen von Kunstwerken. Zunächst lebten sie für kurze Zeit im Libanon. Während Samuel Mitchell sich dem Studium der Sprachen widmete, führte Lucy hier ihre erste Ausgrabung durch. Danach zogen sie nach Deutschland, wo sie zunächst in Leipzig, dann in Berlin lebten. In Deutschland wuchs auch ihr Interesse an der klassisch-antiken Kunst, wobei das Interesse immer professionellere Züge annahm. Von besonderem Einfluss für sie waren hier die Vorlesungen von Johannes Overbeck, die sie 1872/73 in Leipzig hörte. Sie begann mit der intensiven Lektüre von Fachliteratur und trat in Kontakt mit den wichtigsten Sammlungen in Deutschland und Europa.
Mitte der 1870er Jahre verbrachte das Paar mehrmals Zeit in Italien. Lucy Mitchell besuchte die verschiedenen Sammlungen Roms und nahm an den Treffen der British-American Archaeological Society teil. 1876 führte sie erstmals selbst durch Sammlungen in Rom, wobei ihre Hörerschaft aus Laien, vor allem aus Frauen, bestand. Gerade für Frauen gehörten solche Führungen, die Mitchell bis 1878 leitete, zu den wichtigsten Gelegenheiten, bei denen sie in der Öffentlichkeit auch eigene Ideen vorstellen konnten. Nach Mitchell sollten auch andere bedeutende Archäologinnen wie Jane Ellen Harrison und Eugénie Sellers Strong diesen Weg bestreiten. Zu ihren Hörern gehörte auch der damalige US-Botschafter in Rom, George Perkins Marsh, der Mitchell die Anregung gab, ihre Vorträge zu einem Buch auszuarbeiten. Sie nahm den Vorschlag auf und begann intensiv an dem Buch zu arbeiten. Dazu besuchte sie erneut die öffentlichen wie auch die privaten Sammlungen, aber auch die Fachbibliotheken Europas. Insbesondere in Deutschland, damals die Hochburg der Altertumswissenschaften, war man von Mitchells Professionalität angetan und unterstützte sie. Das war durchaus ungewöhnlich, da das Frauenstudium in Deutschland noch keinen Stand hatte und es noch mehrere Jahrzehnte dauerte, bis in Deutschland Frauen ohne größere Probleme in den Altertumswissenschaften arbeiten konnten. So dankte sie im Vorwort später nicht nur ihrem Bruder und ihrem Mann, sondern namentlich neben den britischen Forschern Charles Thomas Newton, Reginald Stuart Poole, Barclay Vincent Head, Percy Gardner und Samuel Birch insbesondere den Deutschen: Friedrich  von Duhn, der auch das Manuskript Korrektur las, Karl Zangemeister, Max Fränkel, Richard Schöne, Ludwig Curtius, Alexander Conze, Adolf Furtwängler, Arthur Milchhoefer und Heinrich Brunn.
Das überaus umfangreiche Werk, das am Ende fast 770 Druckseiten umfasste, behandelte einen Zeitraum vom Alten Ägypten bis in die Zeit Konstantin I. in der Spätantike. Im September 1883 stellte Mitchell das Manuskript während eines Aufenthaltes an der Südküste von Massachusetts fertig und gab es dann bei Dodd, Mead, and Company in New York City und bei Kegan, Paul and Company in London in Druck. Gewidmet war es dem 1882 verstorbenen George P. Marsh. A History of Ancient Sculpture beinhaltete neben den mehr als 700 Seiten Text auch etwa 300 Abbildungen, meist altmodische Holzschnitte, die antike Kunstwerke nicht immer richtig zeigten. Dazu gab es einen Supplementband (Selections of Ancient Sculpture) mit weiteren Abbildungen. Auch den schlechteren Abbildungen der Zeit war der sehr beschreibende Aufbau des Textes geschuldet. Somit steht das gesamte Werk am Übergang zwischen der bisherigen eher philologischen Kunstbetrachtung zur eigenständigen Archäologie. Aufgrund ihrer eigenen Entwicklung hatte sie große Sympathien für die altorientalischen Werke, einschließlich denen Altägyptens, und wagte einen frühen ernsthaften Versuch, diese in eine Gesamtentwicklung der Kunst des Altertums einzubinden. Damit stand sie im Gegensatz zur Haltung eines Großteils der Archäologen ihrer Zeit, die in der griechischen Kunst ein isoliertes Phänomen von einmaligem Genie erkennen wollten. Daneben versuchte sie, wie in der Zeit üblich, so gut es ging, die antiken Quellen mit den vorhandenen Kunstwerken zu verbinden, dabei aber auch immer auf dem aktuellen Stand der Forschung zu bleiben und die Neufunde der großen deutschen, britischen und französischen Grabungen mit einzubeziehen. Durch all das wurde es trotz der intensiven Beschreibungen der Kunstwerke weniger ein Kunstführer, als eine Kulturgeschichte einschließlich einer Sozialgeschichte der antiken Künstler.
Auch wenn nach bald 150 Jahren weiterer Forschung weite Teile des Werkes als überholt angesehen werden müssen, ist Mitchells Werk als herausragende Leistung ihrer Zeit bis heute hoch angesehen. Schon zur Zeit der Veröffentlichung bekam es die angemessene Aufnahme. Der zu der Zeit bedeutendste Klassische Archäologe in den USA, Edward Robinson, erkannte sogleich die Bedeutung des Werkes für die Vereinigten Staaten und stellte diese auch heraus. In Deutschland, Frankreich und Großbritannien erschienen Rezensionen. Adolf Furtwangler lobte das Werk und ganz besonders, dass es auch die damals neuesten Entdeckungen berücksichtigte. In einer sehr ausführlichen Kritik wies Jane Ellen Harrison zwar einige von Mitchells Thesen zurück, etwa von der positiven Sichtweise auf die pergamenische Kunst (wobei sich hier heute Mitchells Sicht durchgesetzt hat), lobte das Buch aber dennoch als das bis dato beste seiner Art. Bei ihrer zumeist männlichen britischen Leserschaft konnte sie sich nicht verkneifen am Ende zu konstatieren, dass das beste Buch zu diesem Thema in englischer Sprache ausgerechnet von einer Frau aus den USA verfasst wurde. Es ist nur eine negative Besprechung bekannt, die vom Journalisten und Künstler William J. Stillman in The Nation veröffentlicht wurde. Mitchell reagierte darauf jedoch nur mit der Feststellung, dass dieser noch zur alten Generation gehöre und keine Ahnung von den neueren Entwicklungen habe. Der wohl eigentliche Kern bei der Auseinandersetzung war die unterschiedliche Beurteilung über die Erwerbung der Sammlung von Luigi Palma di Cesnola durch das Metropolitan Museum of Art. Mitchell wandte sich im Rahmen des Rechtsstreites von Feuardent gegen Cesnola gegen den Ankauf der Cesnola-Sammlung und sagte auch im Prozess gegen Cesnola aus. Nicht ohne Ironie ist dabei aus heutiger Sicht, dass es sich bei dieser Diskussion um eine der letzten dieser Art zwischen Amateurforschern handelte, während die Forschung zu dieser Zeit schon fast durchweg in den Händen von deutschen oder in Deutschland ausgebildeten Wissenschaftlern lag. Wie auch in der Frage der pergamenischen Kunst ist heute die ausgewogenere Sichtweise Mitchells die Wirkmächtigere.
Die Bedeutung Mitchells und ihres Buches lässt sich allein schon daran fest machen, dass das Kaiserliche Deutschen Archäologische Institut (DAI) sie 1884 – gegen den ausdrücklichen Widerstand von Wolfgang Helbig, der sonst im Allgemeinen einer Frauenförderung immer positiv gegenüber stand – zum korrespondierenden Mitglied wählte. Nach dem Ehrenmitglied Ersilia Caetani-Lovatelli im Jahr 1864 war sie erst die zweite Frau, die Mitglied des DAI wurde. Caetani-Lovatelli war jedoch eine gänzlich anders zu beurteilende Persönlichkeit, so dass man in Mitchell das erste reguläre weibliche Mitglied der Institution sehen konnte. Erst weitere 12 Jahre später wurde mit Jane Ellen Harrison eine weitere Frau aufgenommen, die erste deutsche Frau mit Margarete Bieber erst 1913. Ein Grund der Aufnahme war auch, dass Mitchell als Korrespondentin an möglichst prominenter Stelle Publikationen des Instituts in den USA besprach. Mit ihrem in Deutschland ausgebildeten Bruder, dessen Karriere in diesen Jahren merklich an Fahrt gewann, stimmte sie darin überein, dass die Zukunft der Classics an US-amerikanischen Colleges und Universitäten in der Verbindung vom Studium der Texte und der Monumente lag. 1887 empfahl sie den Ankauf von Abgüssen klassischer Bildwerke in die Elbridge G. Hall Collection, die heute zum Art Institute of Chicago gehört. Zwischen 1884 und 1886 weilte sie wieder in Deutschland, um ihre Kenntnisse im Alt- wie Neugriechischen zu vervollkommnen und um ein neues umfangreiches Buch über die griechische Vasenmalerei vorzubereiten. Auch eine Zusammenarbeit mit Alexander Conze bei den Ausgrabungen in Pergamon war angedacht, schon 1887 hatte Mitchell dazu im Vorlauf einen kenntnisreichen Aufsatz zum Thema im The Century Illustrated Monthly Magazine publiziert. Doch völlig überraschend brach ihre Gesundheit zusammen. Die Hoffnung, ein Aufenthalt in der Schweiz könne diesen wieder verbessern, erfüllte sich nicht und sie starb zehn Tage vor ihrem 43. Geburtstag in Lausanne.
The New York Times veröffentlichte einen ausführlichen und lobenden Nachruf, in dem noch einmal ausdrücklich Mitchells Leistung als Autorin ihres Buches zur antiken Skulptur gewürdigt wurde. Doch schnell wurde sie danach vergessen. In Harold Fowlers und James Wheelers A Handbook of Greek Archaeology (1909) wird ihr noch gedacht, in dem ihrem Bruder gewidmeten A History of Greek Sculpture (1911) von Rufus Richardson ist sie nicht einmal mehr erwähnt. Es war die Zeit einer neuen, professionellen Generation von Archäologen, die Mitchells Werk aus verschiedenen Gründen nicht mehr zur Kenntnis nahm. Zum einen griffen die modernen Forscher nur ungern auf Werke von nicht professionell ausgebildeten Forschern zurück. Zudem war die schnell voranschreitende Forschung schon über vieles, was in ihrem Buch stand, hinweggeschritten, und neue Erkenntnisse hatten sich durchgesetzt, neue Funde das Bild der Alten Welt verändert, worüber Mitchells multikultureller Ansatz jedoch verloren ging und es viele Jahrzehnte brauchte, bis er wieder einen Platz in der Forschung fand. Schließlich kommt hinzu, dass Mitchell als Frau einen grundsätzlich schwereren Stand hatte. Sie war sich dessen auch bewusst und schrieb einmal an ihren Bruder Would that I were a man. Then I’d attend the meeting and be of still more service (Wäre ich ein Mann? Dann würde ich an dem Treffen teilnehmen und noch mehr von Nutzen sein). Stephen L. Dyson, der als Wiederentdecker Mitchells gesehen werden kann, bezeichnete ihr Buch in seiner Geschichte der US-amerikanischen Klassischen Archäologie 1998 als den ersten allgemeinen amerikanischen Text über antike Kunst überhaupt (the first general American text on ancient art).

## Publikationen
- Sculptures of the Great Pergamon Altar. In: The Century Illustrated Monthly Magazine 25, 1882, Seiten 87–100, Digitalisat.
- A History of Ancient Sculpture. Dodd, Mead, and Company / Kegan, Paul and Company, New York City / London 1883, pdf, Digitalisat.
- Selections from Ancient Sculpture Representing Thirty-Six Masterpieces of Antiquity. A Supplement to a History of Ancient Sculpture. Dodd Mead and Company, New York City 1883.